# Idunella aequicornis
Idunella aequicornis är en kräftdjursart som först beskrevs av Georg Ossian Sars 1876.  Idunella aequicornis ingår i släktet Idunella och familjen Liljeborgiidae. Inga underarter finns listade i Catalogue of Life.